# غصب عنك
غصب عنك  هو ألبوم للفنانة اليمنية أروى أطلق عام 2009، يحتوي على 14 أغنية.
أغاني الألبوم :
- القصة بتقول (باللهجة اللبنانية)
- بن سالم (دان حضرمي)
- بنات الناس (حضرمية، دان حضرمي)
- تلوموني (حضرمية، دان حضرمي)
- تأمرني (خليجية، دان حضرمي)
- جيتك]] (خليجية)
- حاسس بيا (باللهجة المصرية)
- سافر وخلانا (حضرمية، دان حضرمي)
- سواد العين (خليجية)
- على كيفك (باللهجة المصرية)
- مخبي عليا (باللهجة المصرية)
- يا غافل (خليجية)
- يوم واحد(خليجية)
- غصب عنك (خليجية)

يمتع الألبوم بعدة أنواع من الموسيقى العربية وأيضا لهجات كالمصرية والحضرمية والخليجية وأيضا اللبنانية